# M.A.N.D.Y.
Pour les articles homonymes, voir Mandy.
M.A.N.D.Y. est un groupe allemand de musique électronique, originaire de Berlin. 

## Histoire
Le groupe est composé de Patrick Bodmer et Philipp Jung. Leur nom signifie Me and You. Avec Booka Shade et DJ T., ils sont les fondateurs du label Get Physical Records. Le nom du label est à son tour une protestation contre la numérisation du monde de la musique.
M.A.N.D.Y. et Booka Shade commencent comme des âmes sœurs musicales avec DJ T., d'abord à Francfort, puis à Berlin, ils produisent sous le label Get Physical. Body Language est le tube omniprésent de 2005. L'un de leurs plus derniers prestiges est une compilation pour Renaissance en 2009, qui reçuoit d'énormes accolades et est décrite par Resident Advisor comme « maturité, intelligence et cohérence... ce qui est rare de nos jours ».
En février 2008 sort la compilation Fabric 38,. En avril 2011, leur album Body Language Vol. 10 sort en collaboration avec Booka Shade.

## Discographie
- 2002 : Put Put Put
- 2005 : Body Language
- 2006 : At the Controls (compilation mixée)
- 2006 : Body Language Vol. 1 (compilation mixée)
- 2007 : Ibiza 07 With M.A.N.D.Y. (Mixmag)
- 2007 : Roxy Music Remix
- 2007 : The Knife Remix
- 2008 : Oh Superman
- 2008 : Fabric 38 (compilation mixée)
- 2009 : Renaissance The Mix Collection
- 2009 : Rockers Hi-Fi Remix
- 2016 : Double Fantasy